# 妙原
妙原（みょうばら）は、岡山県津山市にある地名。郵便番号は708-1102。

## 地理
加茂川の東に位置する。北は三浦、東は新野山形、西は吉見に接する。

### 河川
- 加茂川

## 歴史

### 沿革
- 1889年6月1日 - 町村制施行により、勝北郡妙原村が同郡津川原村、堀坂村と合併、滝尾村となり、妙原村は大字妙原となる。
- 1900年4月1日 - 勝北郡が勝南郡と合併し、勝田郡となる。
- 1954年7月1日 - 滝尾村が周辺の村とともに津山市に編入される。

## 世帯数と人口
2021年（令和3年）1月1日現在の世帯数と人口は以下の通りである。
| 町丁 | 世帯数 | 人口  |
| ---- | ------ | ----- |
| 妙原 | 49世帯 | 120人 |

## 小・中学校の学区
市立小・中学校に通う場合、学区は以下の通りとなる。
| 番地 | 小学校             | 中学校               |
| ---- | ------------------ | -------------------- |
| 全域 | 津山市立清泉小学校 | 津山市立津山東中学校 |

## 交通

### 道路
- 岡山県道6号津山智頭八東線